# 2014年亞洲運動會體操比賽
2014年亞洲運動會體操比賽為第十七屆亞洲運動會的其中一項競賽項目，共產生18面金牌；賽事於2014年9月21日至10月2日在南洞體育館舉行。

## 競技體操

### 參賽運動員
本屆競技體操比賽共有來自 23 個國家/地區的 143 名運動員參加（84男、59女），具體分布如下：

| - （1） - 中国（12） - 中国香港（3） - 印度（12） - 伊朗（5） - 日本（12） - （10） - 韩国（12） - 沙特阿拉伯（3） - 科威特（3） - 马来西亚（1） - 蒙古（6） | - 尼泊尔（2） - 巴基斯坦（2） - 菲律宾（1） - 朝鲜（12） - （4） - 新加坡（7） - 泰国（3） - 中华台北（11） - （12） - 越南（9） |  |

### 獎牌統計

#### 國家獎牌榜
| 排名 | 国家／地区      | 金牌 | 银牌 | 铜牌 | 總數 |
| ---- | --------------- | ---- | ---- | ---- | ---- |
| 1    | 中国（CHN）     | 7    | 4    | 3    | 14   |
| 2    | 日本（JPN）     | 4    | 3    | 3    | 10   |
| 3    | 朝鲜（PRK）     | 2    | 1    | 1    | 4    |
| 4    | 中国香港（HKG） | 1    | 0    | 0    | 1    |
| 5    | （UZB）         | 0    | 3    | 0    | 3    |
| 6    | 韩国（KOR）     | 0    | 2    | 4    | 6    |
| 7    | 越南（VIE）     | 0    | 1    | 3    | 4    |
| 總計 | 總計            | 14   | 14   | 14   | 42   |

#### 項目獎牌榜

##### 男子競技
| 項目     | 金牌                                                                              | 银牌                                                                                           | 铜牌                                                        |
| 團體     | 日本（JPN） · 長谷川智将 · 神本雄也 · 斉藤優佑 · 白井勝太郎 · 武田一志 · 山本雅賢 | 韩国（KOR） · Kim Hee-hoon · Lee Hyeok-jung · Lee Sang-wook · 朴民树 · Shin Dong-hyen · 梁鶴善 | 中国（CHN） · 黄熙 · 廖俊林 · 黄玉国 · 王鹏 · 杨胜超 · 邹凯 |
| 個人全能 | 神本雄也 · 日本（JPN）                                                            | 山本雅賢 · 日本（JPN）                                                                         | Lee Sang-wook · 韩国（KOR）                                 |
| 自由體操 | 邹凯 · 中国（CHN）                                                                | 黄玉国 · 中国（CHN）                                                                           | 神本雄也 · 日本（JPN）                                      |
| 鞍馬     | 山本雅賢 · 日本（JPN）                                                            | Abdulla Azimov · （UZB）                                                                       | 朴民树 · 韩国（KOR）                                        |
| 吊環     | 廖俊林 · 中国（CHN）                                                              | 武田一志 · 日本（JPN）                                                                         | Dang Nam · 越南（VIE）                                      |
| 跳馬     | 石偉雄 · 中国香港（HKG）                                                          | 梁鶴善 · 韩国（KOR）                                                                           | 黄熙 · 中国（CHN）                                          |
| 單槓     | 邹凯 · 中国（CHN）                                                                | 斉藤優佑 · 日本（JPN）                                                                         | 山本雅賢 · 日本（JPN）                                      |
| 雙槓     | 神本雄也 · 日本（JPN）                                                            | 安东·福金 · （UZB）                                                                            | Dinh Phuong Thanh · 越南（VIE）                             |

##### 女子競技
| 項目     | 金牌                                                              | 银牌                                                                                       | 铜牌                                                                                    |
| 團體     | 中国（CHN） · 白雅雯 · 陈思怡 · 黄慧丹 · 商春松 · 谭佳薪 · 姚金男 | 朝鲜（PRK） · 洪雲仲 · Jong Ung-yong · Kang Yun-mi · Kim So-yong · Ri Un-ha · Kim Un-hyang | 日本（JPN） · 本田美波 · 石倉あづみ · 永井美津穂 · 佐藤亜希穂 · 山本優理子 · 湯元さくら |
| 個人全能 | 姚金男 · 中国（CHN）                                              | 商春松 · 中国（CHN）                                                                       | Yun Na-rae · 韩国（KOR）                                                                |
| 跳馬     | 洪恩貞 · 朝鲜（PRK）                                              | 奧克薩娜·丘索維金娜 · （UZB）                                                              | 潘氏河清 · 越南（VIE）                                                                  |
| 高低槓   | 姚金男 · 中国（CHN）                                              | 黄慧丹 · 中国（CHN）                                                                       | Kang Yong-mi · 朝鲜（PRK）                                                              |
| 平衡木   | Kim Un-hyang · 朝鲜（PRK）                                        | Phan Thị Hà Thanh · 越南（VIE）                                                            | 商春松 · 中国（CHN）                                                                    |
| 自由體操 | 姚金男 · 中国（CHN）                                              | 商春松 · 中国（CHN）                                                                       | Yun Na-rae · 韩国（KOR）                                                                |

## 藝術體操

### 參賽運動員
本屆藝術體操比賽共有來自 8 個國家/地區的 28 名女運動員參加，具體分布如下：

| - 中国（4） - 日本（4） - （4） - （2） | - 韩国（4） - 泰国（2） - 中华台北（4） - （4） |

#### 項目獎牌榜
| 項目     | 金牌                                                                                             | 银牌                                                       | 铜牌                                                                                       |
| 團體     | （UZB） · Djamila Rakhmatova · Anastasiya Serdyukova · Valeriya Davidova · Ravilya Farkhutdinova | 韩国（KOR） · 孫延在 · Gim Yunhee · Lee Daae · Lee Nakyung | （KAZ） · Aliya Assymova · Viktoriya Gorbunova · Sabina Ashirbayeva · Yekaterina Skorikova |
| 個人全能 | 孫延在 · 韩国（KOR）                                                                             | 邓森悦 · 中国（CHN）                                       | Anastasiya Serdyukova · （UZB）                                                            |

## 彈床

### 參賽運動員
本屆彈床比賽共有來自 7 個國家/地區的 19 名運動員參加（11男、8女），具體分布如下：

| - 中国（4） - 日本（3） - （2） - 韩国（2） | - （4） - 泰国（1） - （3） |

#### 項目獎牌榜
| 項目     | 金牌               | 银牌                 | 铜牌                   |
| 男子個人 | 董栋 · 中国（CHN） | 涂潇 · 中国（CHN）   | 上山容弘 · 日本（JPN） |
| 女子個人 | 李丹 · 中国（CHN） | 钟杏平 · 中国（CHN） | 岸彩乃 · 日本（JPN）   |

## 外部連結
- 競技體操
- 韻律體操
- 彈翻床